# Salvador Villalba
Salvador Villalba (29 sierpnia 1924) – piłkarz paragwajski, prawy pomocnik. Syn Jacinta, rezerwowego podczas finałów mistrzostw świata w 1930 roku
Wziął udział w turnieju Copa América 1955, gdzie Paragwaj zajął przedostatnie, piąte miejsce. Villalba zagrał we wszystkich pięciu meczach – z Argentyną (zdobył bramkę), Urugwajem, Ekwadorem, Chile i Peru.
Rok później wziął udział w turnieju Copa América 1956, gdzie Paragwaj ponownie był piąty i przedostatni. Villalba zagrał we wszystkich pięciu meczach – z Urugwajem, Brazylią, Argentyną, Peru i Chile.
Jako piłkarz klubu Club Libertad był w kadrze reprezentacji podczas finałów mistrzostw świata w 1958 roku, gdzie Paragwaj, pomimo świetnej gry, odpadł już w fazie grupowej. Villalba zagrał we wszystkich trzech meczach – z Francją, Szkocją i Jugosławią.
Rok po mistrzostwach wziął udział w turnieju Copa América 1959, gdzie Paragwaj zajął trzecie miejsce (za Argentyną i Brazylią). Villalba zagrał we wszystkich sześciu meczach – z Chile, Boliwią, Urugwajem, Argentyną, Brazylią i Peru.
Jeszcze w tym samym roku wziął udział w ekwadorskim turnieju Copa América, gdzie Paragwaj zajął ostatnie, piąte miejsce. Villalba zagrał we wszystkich czterech meczach – z Brazylią, Argentyną, Urugwajem i Peru.